# Claviger guilloti
Claviger guilloti – chrząszcz z rodziny kusakowatych, podrodziny Pselaphinae.

## Występowanie
Występuje w Algierii.